# Нам, Борис Пимонович
Борис Пимонович Нам (03.06.1928-23.12.2011) — российский учёный в области электронного материаловедения, лауреат Государственной премии СССР (1988).

## Биография
Родился по документам 03.06.1928, фактически 31.12.1928 в с. Казакевичи Ивановского района Приморского края. Кореец, в 1937 году вместе с семьёй депортирован в г. Степняк Казахской ССР.
В 1946 г. после окончания школы поступил во Львовскую консерваторию по классу трубы, но бросил в силу обстоятельств, связанных со здоровьем.
Окончил Магнитогорский горно-металлургический институт им. Г. И. Носова и работал там же. В 1962 году защитил кандидатскую диссертацию «Поведение водорода в ванне основной мартеновской печи при отоплении её природным газом», в 1963 году утверждён в учёном звании доцента по кафедре «Металлургия стали и технология металлов».
С января 1964 по март 1965 г. проректор по учебной и научной работе Завода-ВТУЗа при Карагандинском металлургическом заводе в г. Темиртау, где в то время учился Нурсултан Назарбаев.
С марта 1965 по июль 1992 г. начальник лаборатории вакуумной плавки металлов во ВНИИМЭТ (ВНИИ материалов электронной техники, Калуга).
Лауреат Государственной премии СССР (1988) — за разработку научных основ спиноволновой электроники СВЧ.
Сочинения:
- С. Л. Высоцкий, Г. Т. Казаков, Б. П. Нам, А. В. Маряхин, А. Г. Сухарев, Ю. А. Филимонов, А. С. Хе, «Обменная жесткость и постоянная неоднородного обмена в пленках Ga, Sc-замещенного железо-иттриевого граната», Физика твердого тела, 34:5 (1992), 1376—1383
- А. Н. Мясоедов, А. В. Маряхин, Б. П. Нам, Ю. К. Фетисов, «Амплитудно-фазовые характеристики МСВ линии при высоких уровнях сигнала», ЖТФ, 61:1 (1991), 118—123

Список статей: http://www.mathnet.ru/php/person.phtml?option_lang=rus&personid=161723
https://search.rsl.ru/ru/record/01006415725
https://viewer.rusneb.ru/ru/000224_000128_0000462884_19750305_A1_SU?page=1&rotate=0&theme=white